# 鈴木直 (社会思想史学者)
鈴木 直（すずき ただし、1949年 - ）は、日本の社会思想史学者。東京医科歯科大学教授、東京経済大学教授を歴任。ドイツ思想史専攻。

## 人物
東京都生まれ。1968年金沢大学教育学部附属高等学校卒業、1973年東京大学教養学部教養学科ドイツ分科卒業、1976年同大学院比較文学比較文化博士課程退学、1979年東京医科歯科大学助教授、1992年同大学教授、2009年東京経済大学経済学部教授（社会思想史）。

## 著書
- 『輸入学問の功罪 この翻訳わかりますか?』ちくま新書 2007
- 『マルクス思想の核心 21世紀の社会理論のために』NHKブックス 2016
- 『アディクションと金融資本主義の精神』みすず書房 2023

### 翻訳
- イレネウス・アイブル＝アイベスフェルト『戦争と平和 その行動学的研究』三島憲一共訳 思索社 1978
- H.フォッケ,U.ライマー『ヒトラー政権下の日常生活 ナチスは市民をどう変えたか』山本尤共訳 社会思想社 1984
- ゲルト・ルーゲ『ゴルバチョフ』深沢雅子共訳 平凡社 1991
- マルティン・ヴァイン『ヴァイツゼッカー家』山本尤、鈴木洋子共訳 平凡社 1993
- アレクサンダー・シュタールベルク『回想の第三帝国 反ヒトラー派将校の証言1932-1945』平凡社 20世紀メモリアル 1995
- 『ジンメル・コレクション』ゲオルク・ジンメル 北川東子編・共訳 1999 ちくま学芸文庫
- ヨアヒム・フェスト『ヒトラー 最期の12日間』岩波書店 2005
- 『マルクス・コレクション 資本論 第1巻』今村仁司・三島憲一共訳、筑摩書房 2005、ちくま学芸文庫 2024
- エアハルト・ベーレンツ『続・5分でたのしむ数学50話』岩波書店 2008、岩波現代文庫 2019
- 『マルクス・コレクション 2』「ドイツ・イデオロギー(抄) 」麻生博之,今村仁司, 三島憲一共訳「コミュニスト宣言」三島憲一共訳、筑摩書房、2008
- ユルゲン・ハーバーマス『引き裂かれた西洋』大貫敦子,木前利秋,三島憲一共訳 法政大学出版局 叢書・ウニベルシタス 2009
- ユルゲン・ハーバーマス『ああ、ヨーロッパ』大貫敦子,三島憲一共訳 岩波書店 2010
- ルドルフ・タシュナー『数の魔力 数秘術から量子論まで』岩波書店 2010
- ウルリッヒ・ベック『〈私〉だけの神 平和と暴力のはざまにある宗教』岩波書店 2011
- ヴォルフガング・シュヴェントカー『マックス・ウェーバーの日本 受容史の研究1905-1995』野口雅弘, 細井保, 木村裕之共訳 みすず書房 2013
- マイケル・ウェイン『ビギナーズ『資本論』』監訳 長谷澪訳、ちくま学芸文庫 2014
- ウィリアム・シャバス『勝者の裁きか、正義の追求か 国際刑事裁判の使命』岩波書店 2015
- ヴォルフガング・シュトレーク『時間かせぎの資本主義 いつまで危機を先送りできるか』みすず書房 2016
- ユルゲン・ハーバーマス『真理と正当化 哲学論文集』三島憲一, 大竹弘二, 木前利秋訳、叢書・ウニベルシタス 法政大学出版局 2016
- 『ヴァルター・ベンヤミン/グレーテル・アドルノ往復書簡 1930-1940』ヘンリー・ローニツ, クリストフ・ゲッデ編、伊藤白・三島憲一共訳. みすず書房, 2017
- ウルリケ・ヘルマン『スミス・マルクス・ケインズ よみがえる危機の処方箋』みすず書房, 2020